# A bérgyilkos (film, 2023)
A bérgyilkos (eredeti címe: Assassin) 2023-ban bemutatott amerikai sci-fi akciófilm, melyet elsőfilmes rendezőként Jesse Atlas rendezett. A főbb szerepekben Nomzamo Mbatha, Dominic Purcell és Bruce Willis (utolsó filmszerepében) látható.
A film a Saban Films forgalmazásában 2023. március 31-én került a mozikba és a VOD-ra. Eredetileg 2022 szeptemberében került volna a mozikba Die Like Lovers címmel.

## Cselekmény
Egy Valmora által vezetett katonai magáncég futurisztikus mikrochipes technológiát fejleszt ki. Ez lehetővé teszi, hogy egy ügynök elméje egy másik személy testébe költözzön és titkos, halálos küldetéseket hajtson végre. Amikor Sebastian ügynököt egy titkos küldetés során megölik, feleségének, Alexának kell átvennie a helyét, hogy a felelőst bíróság elé állítsa.

## Szereplők
| Szerep            | Színész          | Magyar hang        |
| ----------------- | ---------------- | ------------------ |
| Alexa             | Nomzamo Mbatha   | Mikecz Estilla     |
| Valmora           | Bruce Willis     | Dörner György      |
| Adrian            | Dominic Purcell  | Galambos Péter     |
| Mali              | Andy Allo        | Bogdányi Titanilla |
| Sebastian         | Mustafa Shakir   | Papp Dániel        |
| Olivia            | Fernanda Andrade | Solecki Janka      |
| kiképző           | Eugenia Kuzmina  | Nádasi Veronika    |
| különleges ügynök | Hannah Quinlivan | Pekár Adrienn      |

## A film készítése
2021 júliusában a Saban Films megvásárolta a film forgalmazási jogait. A forgatás 2021. június 15-én kezdődött az alabamai Bessemerben.
A bérgyilkos volt az utolsó film, amelyben Willis szerepelt. A színész visszavonult a színészkedéstől, miután frontotemporális demenciát diagnosztizáltak nála.
2021 augusztusában Mustafa Shakir egy meg nem nevezett szerepben kapott szerepet. 2022 májusára Hannah Quinlivan és Fernanda Andrade csatlakozott a filmhez.